# Campeonato Asiático de Hóquei em Patins de 2007

O Campeonato Asiático de Hóquei em Patins é uma competição de hóquei em patins com a participação das selecções do Continente Asiático, que acontece de dois em dois anos. Esta competição é organizada pela CARS, Federação Asiática de Patinagem.

## Países Participantes
Índia
 Macau
 Paquistão
 Taiwan
 Japão
 China (Desistiu)
 Irão (Desistiu)
 Hong Kong (Desistiu)

### 1ªFase
| Time      | J | V | E | D | GP | GC | SG  | Pts |
| --------- | - | - | - | - | -- | -- | --- | --- |
| Macau     | 4 | 4 | 0 | 0 | 36 | 14 | +22 | 12  |
| Índia     | 4 | 3 | 0 | 1 | 12 | 17 | −5  | 9   |
| Japão     | 4 | 2 | 0 | 2 | 15 | 15 | 0   | 6   |
| Paquistão | 4 | 0 | 1 | 3 | 14 | 23 | −9  | 1   |
| Taiwan    | 4 | 0 | 1 | 3 | 10 | 18 | −8  | 1   |

|           | MAC | IND  | JPN | PAK | TWN  |
| --------- | --- | ---- | --- | --- | ---- |
| Macau     | –   | 12–4 | 7–3 | 7–4 | 10–3 |
| Índia     |     | –    | 4–2 | 4–3 | –    |
| Japão     |     |      | –   | 7–2 | 3–2  |
| Paquistão |     |      |     | –   | 5–5  |
| Taiwan    |     |      |     |     | –    |

### Meias Final
| Japão | 2  | Índia     | 6 |
| Macau | 10 | Paquistão | 4 |
| ----- | -- | --------- | - |

### 3º/4º
| Paquistão | 4 | Índia | 8 |
| --------- | - | ----- | - |

### Final
| Macau | 4 | Japão | 3 |
| ----- | - | ----- | - |

## Classificação final
| Lugar | País  |
| ----- | ----- |
|       | Macau |
|       | Japão |
|       | Índia |